# فوئنترابیا

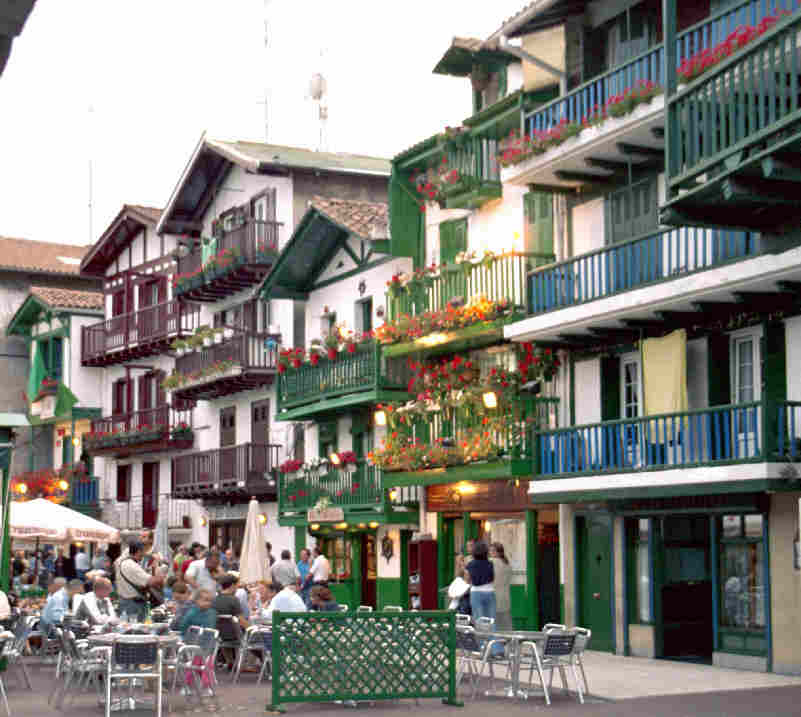
بازار ماهی فروشان

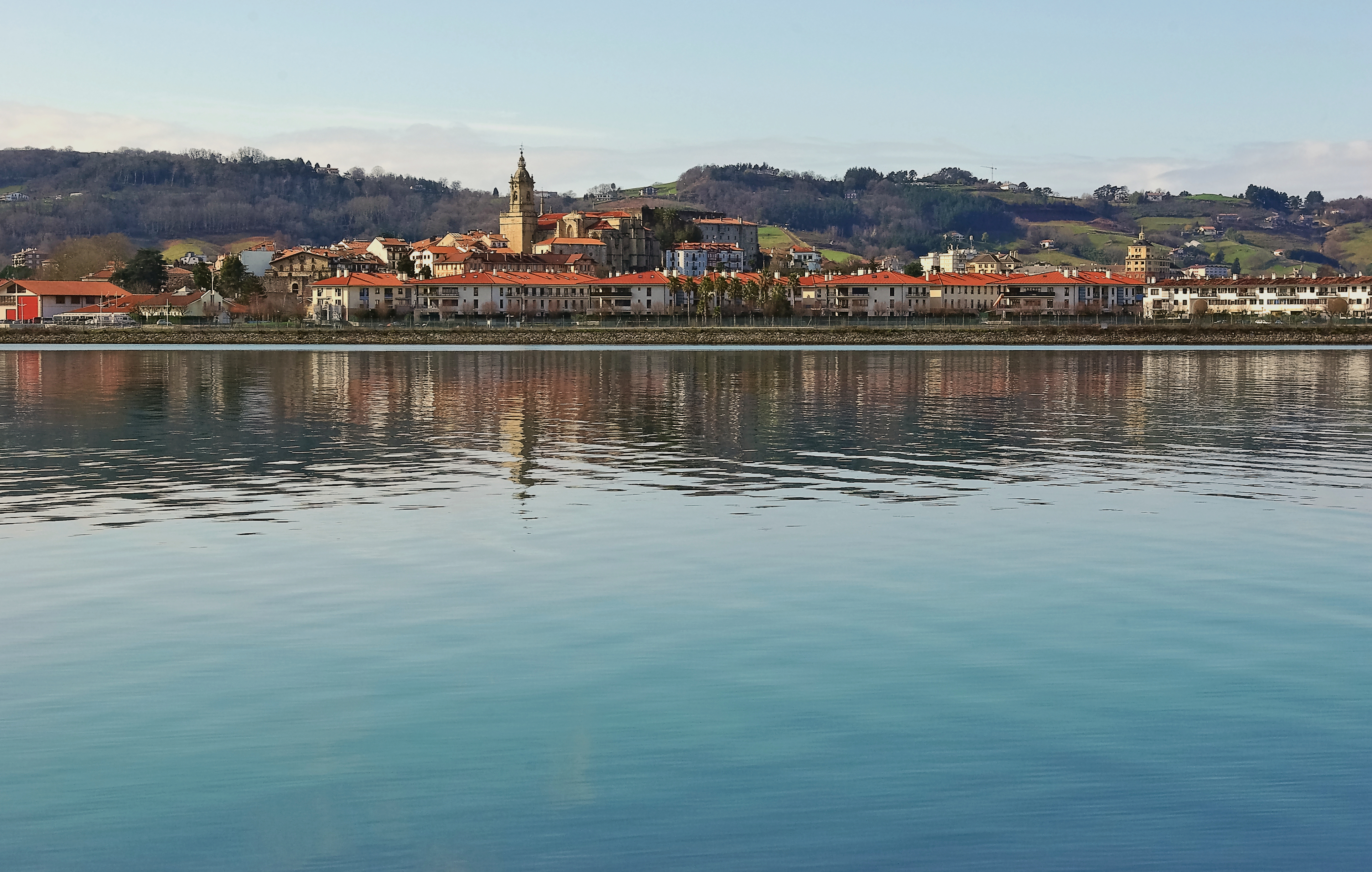
رود فوئنترابیا

فوئنترابیا (به اسپانیایی: Fuenterrabía) یک شهرک در اسپانیا است که در سرزمین باسک (منطقه خودمختار) واقع شده‌است.

## خصوصیات
فوئنترابیا ۲۸٫۶۳ کیلومترمربع مساحت و ۱۶٬۸۹۴ نفر جمعیت دارد و ۱۶ متر بالاتر از سطح دریا واقع شده‌است.

## نگارخانه

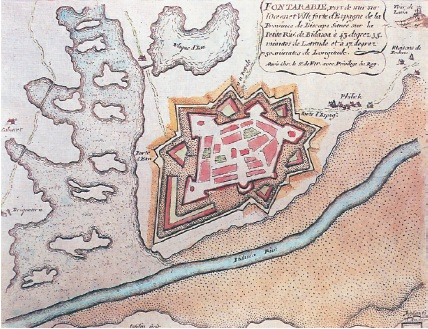
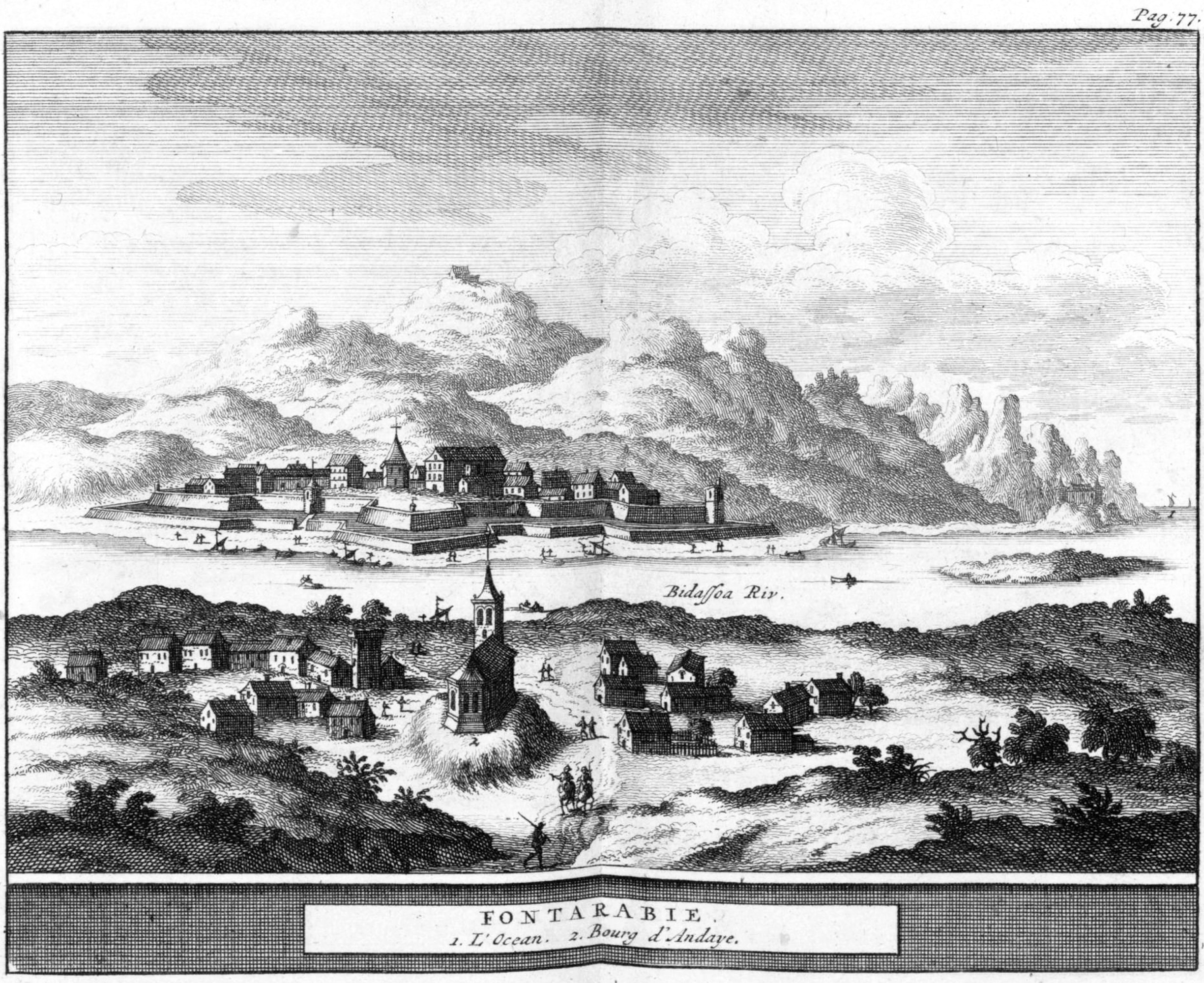
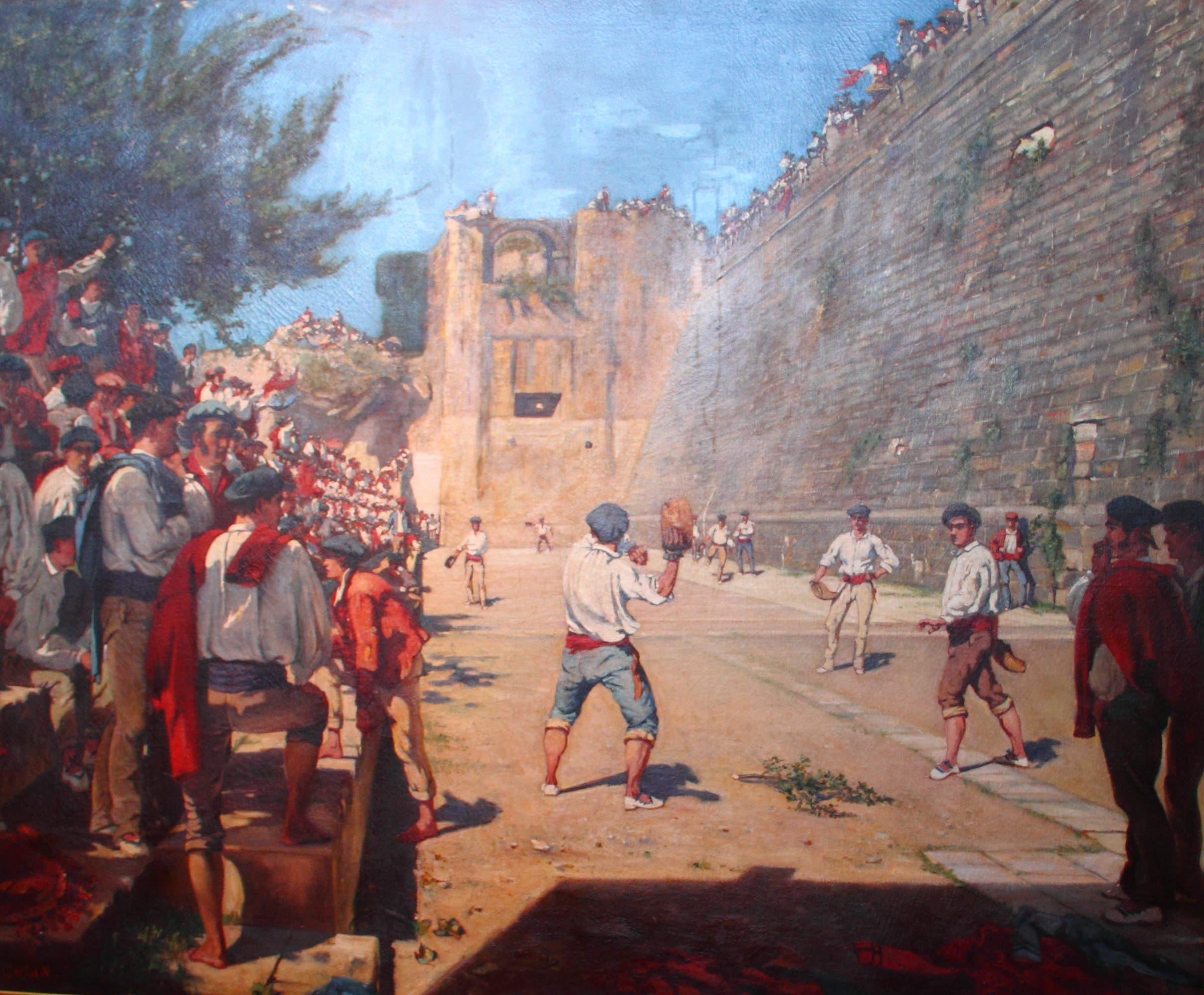
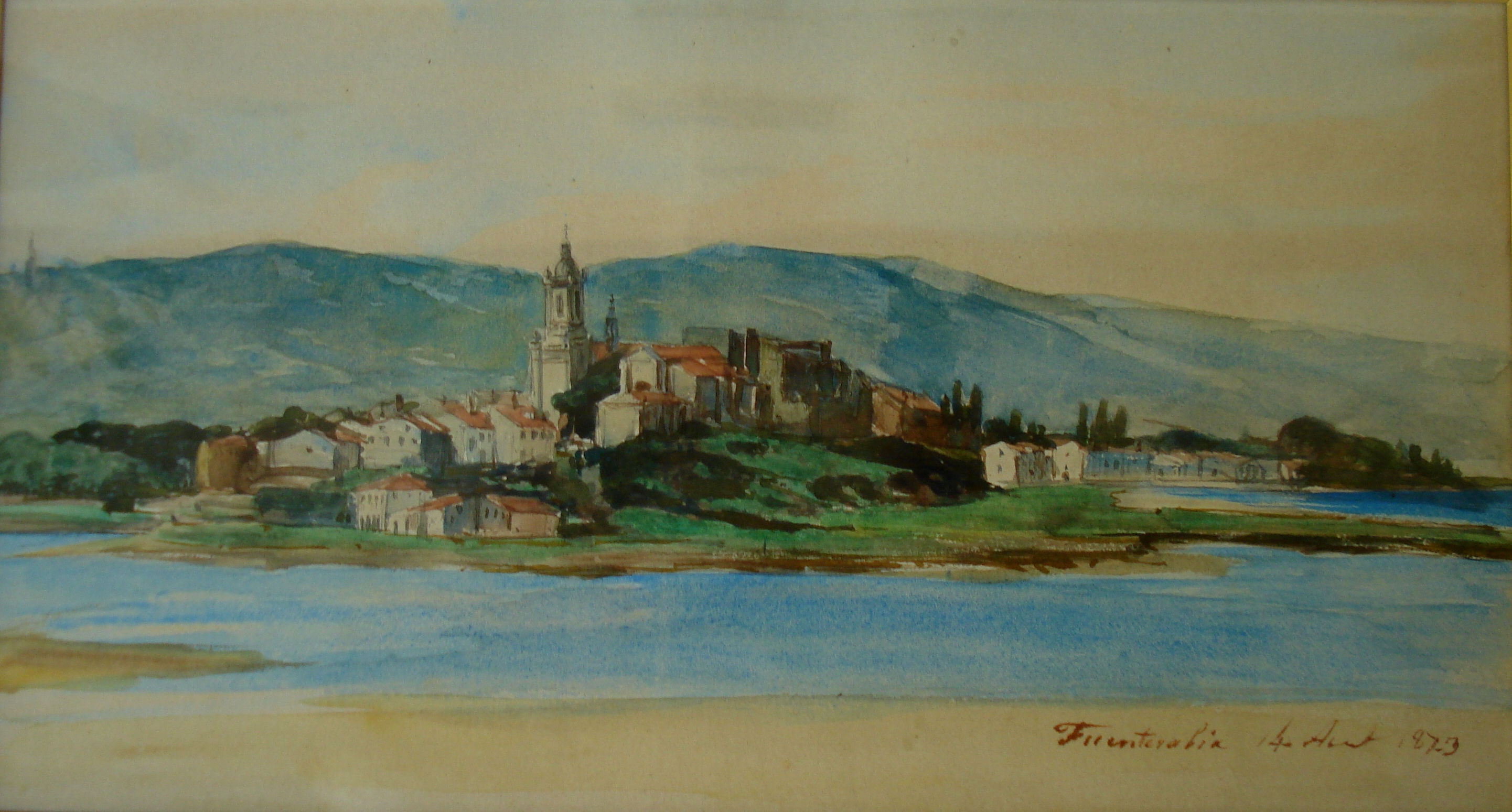